# Цетлин, Лев Соломонович
Лев Соломонович Цетлин (вариант написания — Цейтлин; 1877—1962) — революционер, публицист, редактор, переводчик; деятель Российской социал-демократии, меньшевик, глава Московского комитета РСДРП.

## Биография
Родился в 1877 году в Витебской губернии, в семье Соломона Александровича (Залмана Сендеровича) Цетлина (1855—1925), уроженца Шклова. В семье росло пятеро сыновей и столько же дочерей.
В социал-демократическое движение вступил в 1898 году в Витебске. В 1901—1902 годах, находясь в Москве, был связан с группой «Южный рабочий»; осенью 1902 года связался с Московским комитетом и после ноябрьского провала комитета участвовал в его восстановлении, примкнул к «Искре».
В 1902—1903 годах возглавлял Московский комитет партии. Был послан делегатом на II съезд РСДРП от Московского комитета. Псевдонимы на съезде: Белов и Вейсман. На съезде занимал позицию центра, однако после съезда примкнул к меньшевикам. С середины 1904 до мая 1905 года работал в Одессе, был членом меньшевистского комитета, затем вернулся в Витебск. После декабрьского восстания в Москве был членом Московской группы меньшевиков.
В годы реакции отошёл от активной политической деятельности. Во время Первой мировой войны занимал антиоборонческую позицию. После Февральской революции 1917 года заведовал редакционно-издательским отделом при Московском Совете рабочих депутатов. После Октябрьской революции — на редакционно-издательской работе. В 1920—1930-е годы написал ряд статей в Энциклопедическом словаре Гранат. Автор книги «К. А. Тимирязев» (1952). С 1952 года — пенсионер.

## Семья
- Жена — Елизавета Моисеевна Гамбург (?—?).
  - Дочь — Александра Львовна Цетлин[6] (1918—?), замужем за Кивой Белкиным[7].
  - Сын — Борис Львович Цетлин (1921—2005), доктор химических наук (1970), профессор (1979), лауреат Государственной премии СССР, главный научный сотрудник Института элементоорганических соединений имени А. Н. Несмеянова РАН и ФГУП «Центральный научно-исследовательский институт хлопчатобумажной промышленности»[8][9]. У него два сына: Михаил и Александр.
  - Сын — Михаил Львович Цетлин (1924—1966), математик и кибернетик;
- Брат — Борис (партийная кличка Батурский, 1879—1920), член ЦК меньшевиков;
- Брат — Эмиль (1880—1937, расстрелян), бундист;
- Сестра — Мария (1885—?) замужем за Борисом Георгиевичем Андреевым, у них двое детей: Елена и Вадим[10].
- Брат — Михаил (нелегальное имя — Михаил Иванович Борисов, 1887—1937, расстрелян), эсер. Его первая жена Н. А. Бауэр погибла во время Соловецкого расстрела 19 декабря 1923 г. В 1928 году в ссылке в Вятке женился на эсерке Елене Константиновне Полетике (1886—1934), дочери генерала[11].
- Брат — Семён (1888—1938, расстрелян), Член РСДРП с 1904, меньшевик, выпускник юридического факультета МГУ[12].
- Сестра — Дарья Соломоновна (Годасса Залмановна) Бабина (1891—1935)[13], член РСДРП(м), замужем за меньшевиком и социал-демократом Моисеем Израилевичем Бабиным (Рубин; 1895—1937, расстрелян);
- Сестра — Ревекка (1892—?);
- Сестра — Елизавета (1893—?);
- Сестра — Любовь (1896—1966), член РСДРП(м)[14], член Бунда, арестована 1923 году, приговорена к 2 годам ссылки в Ташкент, с 1925 по 1928 жила с «минусом» в Костроме,  арестована 11 января 1931, по обвинению по ст. 58-11 УК РСФСР, приговорена 3 годам ссылки в Восточную Сибирь, отбывала ссылку в Енисейске[15].

## Труды
- Цейтлин Л. С. Из автобиографии Л. С. Цейтлина (Вейсмана), делегата на II съезде от Москвы[4]. // Искровский период в Москве /Моск. Истпарт; Под ред. О. А. Пятницкого и др. - М.; Л.: Моск. рабочий, [1928]. - 173 с.
- Цейтлин Л. С. В Москве перед II съездом РСДРП: Документы, воспоминания, впечатления //КиС. 1934. № 5/6. С. 89-126[4].
- Цетлин, Л. С. — К. А. Тимирязев / М.—Л: Издательство Академии наук СССР, 1952. — 208 с. — 8.00[16]